# Neuville-de-Poitou
Neuville-de-Poitou är en kommun i departementet Vienne i regionen Nouvelle-Aquitaine i västra Frankrike. Kommunen ligger i kantonen Neuville-de-Poitou som tillhör arrondissementet Poitiers. År 2022 hade Neuville-de-Poitou 5 465 invånare.

## Befolkningsutveckling
Antalet invånare i kommunen Neuville-de-Poitou
| Referens: INSEE |